# Veela
La Veela, también conocida como Vila, Wila o Wili, es una criatura mitológica de la mitología  eslava, equivalente a una ninfa.

## Descripción
La mitología eslava afirmaba que tenían poder sobre las tempestades o que se deleitaban atrayendo y atormentando a los viajeros solitarios. Vivían en  praderas, lagunas, océanos, árboles y las nubes y podían aparecer como cisnes, caballos, lobos o mujeres hermosas. 
En la mitología de Polonia se conocen como Wila y en la de Serbia como Vila; se cree que son una especie de hadas que se han originado de espíritus de mujeres. La mitología afirma que son los espíritus de las mujeres que han sido frívolas en sus vidas, y que por ello ahora flotan entre aquí y la otra vida. 
Además de aparecer como los cisnes, serpientes, caballos, halcones, lobos; igualmente se describen como seres que normalmente aparecerían como bellas doncellas, desnudas o vestidas de blanco con el pelo largo en cascada. Se dice que incluso si se arrancaba uno de  sus cabellos morirían o se verían obligadas a regresar a su verdadera forma. Igualmente un humano podía lograr el control de una Wila mediante el robo de las plumas de sus alas. Sin embargo una vez que la recobrara, ella desaparecería. 
Las voces de la Wila serían tan hermosas como su imagen, y si se escucha, el ser humano quedaría en una especie de trance, y perdería incluso todos los impulsos de comer, beber o dormir a veces durante días. 
La  vilas tienen poderes de curación y proféticos y a veces estarían dispuestas a ayudar a los seres humanos. Además pueden atraer a los hombres jóvenes a bailar con ellos, que de acuerdo a su estado de ánimo puede ser algo o muy bueno o muy malo para el joven. 
A pesar de sus encantos femeninos, sin embargo, las Wila serían guerreras feroces; además ellas pasearían en caballos o ciervos cuando cazan con sus arcos y flechas, y matararían a cualquier hombre que desafía o rompe su palabra.
Los nombres de las veelas en la mitología de Serbia son: Andresila, Andjelija, Angelina, Djurdja, Janja, Janjojka, Jelka, Jerina, Jerisavlja, Jovanka, Katarina, Kosa, Mandalina, Nadanojla y Ravijojla.
Las Veelas también son nombradas en la saga Harry Potter de J. K. Rowling, concretamente en el cuarto libro (Harry Potter y el cáliz de fuego), en el que son representadas como las mascotas del equipo de Bulgaria en los mundiales de Quidditch.
Además de también contar con una representación en el ballet Giselle.
- Datos: Q9092781